# رياض الغامدي
رياض الغامدي لاعب كرة قدم سعودي ، يلعب كمهاجم حاليا مع نادي القوس.

## مسيرة اللاعب
لعب في نادي الهلال في الفئات السنية و لعب بعدها في نادي نجران ونادي ضمك ونادي الكوكب ونادي الدرعية ونادي الشعيب ونادي القوس.